# Maldives Stock Exchange
Die Maldives Stock Exchange (MSE) ist eine Wertpapierbörse mit Sitz im 3. Stock des H. Gadhamoo-Gebäudes in Malé, Malediven. Mit Stand vom 20. August 2024 gibt es zehn börsennotierte Unternehmen an der Börse der Malediven.

## Geschichte
Ein Securities Trading Floor (STF) wurde erstmals am 14. April 2002 eingerichtet. Er wurde von der Regulierungsbehörde Capital Market Development Authority (CMDA) betrieben. Der Securities Act 2006 schreibt jedoch vor, dass CMDA Angebote eines privaten Unternehmens für die Gründung und den Betrieb einer Börse einholen muss. Die Maldives Stock Exchange Pvt Ltd verfügt seit dem 23. Januar 2008 über die Lizenz als Börse zu operieren. Daher nahm die MSE ihre Geschäftstätigkeit mit Wirkung vom 24. Januar 2008 auf.

## Geschäftsbereiche
Die Hauptfunktion von MSE besteht darin, Unternehmen die Kapitalbeschaffung durch die Ausgabe neuer Wertpapiere zu erleichtern. Die MSE bietet einen regulierten Markt für den Wertpapierhandel zwischen Anlegern. Die MSE ist auch das Zentrum für Handelsberichte und die Preisgestaltung der Aktien. Darüber hinaus bietet das Unternehmen über eine Tochtergesellschaft, das Maldives Securities Depository (MSD), Clearing-, Abwicklungs- und Verwahrungsdienstleistungen an.

## Indizes
Der Maldives Stock Exchange Index (MASIX) wurde am 28. Oktober 2004 veröffentlicht. Wie andere Börsenindizes erfasst MASIX die allgemeine Preisbewegung und sich ändernde Erwartungen an den maledivischen Aktienmarkt. MASIX – vertritt die Börse der Malediven.

## Mitgliedschaften
Sie ist Mitglied in der:
- South Asian Federation of Exchanges